# Leon Rosenzweig
Leon Rosenzweig, cca od r. 1899 vystupoval jako Leon Rode (29. července 1840 Černovice – 10. dubna 1914 Vídeň), byl rakouský spisovatel, bankéř a politik německé národnosti a židovského původu z Bukoviny, na počátku 20. století poslanec Říšské rady.

## Biografie
Působil jako publicista. Od roku 1871 byl bankéřem. Působil jako ředitel Bukovinské spořitelny. Roku 1854 nastoupil jako učeň do otcova velkoobchodu v Bukurešti. V 60. letech podnikl zahraniční cesty do Francie, Německa a Anglie. Později převzal rodinnou firmu. V roce 1871 se přestěhoval do Černovic, kde založil bankovní ústav. Od roku 1874 zde byl i členem obecní rady a městské školní rady. V mládí psal veselohry, později byl autorem novel a humoresek. Publikoval v listu Bukowinaer Rundschau a Bukowinaer Nachrichten, kde byl po jistou dobu i vydavatelem. Zasedal v černovické obchodní a živnostenské komoře. V závěru života pobýval jako soukromník ve Vídni.
Působil i jako poslanec Říšské rady (celostátního parlamentu Předlitavska), kam usedl ve volbách do Říšské rady roku 1901 za kurii obchodních a živnostenských komor v Bukovině. V roce 1901 se uváděl coby kandidát Německé pokrokové strany.
Zemřel v dubnu 1914.
Jeho synem byl advokát a spisovatel Walther Rode (1876–1934). Další syn Friedrich Rode byl laryngologem v Terstu.